# Saturación (química)
En química, la saturación (de la palabra latina saturare, que significa 'llenar') tiene diversos significados, todos basados en la idea de alcanzar una capacidad máxima.

## Química Orgánica

### Hidrocarburos
En química orgánica, un compuesto saturado es un hidrocarburo que no tiene dobles enlaces, enlaces triples o anillos. Por ejemplo, considere tres compuestos orgánicos similares que están progresivamente menos saturados: etano, etileno y acetileno (etino). El etano, un compuesto completamente saturado, tiene solo enlaces simples entre su hidrógeno y sus átomos de carbono (C2H6). El etileno, un compuesto insaturado de etano, tiene un doble enlace de carbono, que ha perdido dos enlaces simples de hidrógeno (C2H4). Finalmente, el acetileno, el compuesto completamente insaturado de etano, tiene un triple enlace de carbono, que ha perdido un par adicional de enlaces simples de hidrógeno (C2H2).
El concepto de saturación se puede describir utilizando varios sistemas de nombres, fórmulas y pruebas analíticas. Por ejemplo, la nomenclatura IUPAC es un sistema de convenciones de nomenclatura utilizadas para describir el tipo y la ubicación de la insaturación dentro de los compuestos orgánicos. El "grado de insaturación" es una fórmula utilizada para resumir y diagramar la cantidad de hidrógeno que un compuesto puede unir. La insaturación se puede determinar por RMN, espectrometría de masas y espectroscopia IR, o determinando el número de bromo de un compuesto.

#### Ácidos grasos

El término saturación se aplica de manera similar a los constituyentes de ácidos grasos de las grasas, que pueden ser saturados o insaturados, dependiendo de si los ácidos grasos constituyentes contienen dobles enlaces carbono-carbono. El sebo consiste principalmente en triglicéridos (grasas), cuyos constituyentes principales se derivan de los ácidos oleico monoárico saturado y esteárico saturados. Muchos aceites vegetales contienen ácidos grasos con un doble enlace (monoinsaturado) o más (poliinsaturado).

### Química organometálica
En química organometálica, un complejo insaturado tiene menos que 18 electrones de valencia y así es susceptible a adición oxidativa o coordinación de un ligando adicional. La insaturación es característica de muchos catalizadores porque normalmente es un requisito para la activación del substrato. En contraste, un complejo coordinativo saturado se resiste a experimentar reacciones de sustitución y oxidativas. 

## Química Física

### Soluciones
En química física, la saturación es el punto en el que el soluto no puede seguir siendo disuelto en la solución, causando que las cantidades adicionales de este aparezcan en ella como una fase separada (como un precipitado, si es sólido, o como efervescencia o inclusión, si es gaseoso). Este punto de máxima concentración, el punto de saturación, depende de la temperatura y la presión de la solución, así como de la naturaleza química de las sustancias involucradas. Esto se puede usar en el proceso de recristalización para purificar un producto químico: se disuelve hasta el punto de saturación en un disolvente caliente, luego, a medida que el disolvente se enfría y la solubilidad disminuye, el soluto en exceso precipita. Las impurezas, al estar presentes en una concentración mucho menor, no saturan el disolvente y, por lo tanto, permanecen disueltas en el líquido. Si un cambio en las condiciones (por ejemplo, enfriamiento) significa que la concentración es más alta que el punto de saturación, la solución se ha sobresaturado.

### Superficies
En química física, cuando se refiere a procesos de superficie, la saturación denota el grado en que un sitio de unión está completamente ocupado. Por ejemplo, la saturación de base se refiere a la fracción de cationes intercambiables que son cationes de base.

## Bioquímica

### Proteínas
En bioquímica, el término saturación se refiere a la fracción de los sitios de unión a proteínas totales que están ocupados en un momento dado.

## Estequiometría ecológica
En la ciencia ambiental del suelo, la saturación de nitrógeno significa que un ecosistema, como un suelo, no puede almacenar más nitrógeno.